# 69585 Albertoraugei
69585 Albertoraugei este o planetă minoră (asteroid), cu un diametru de 3,538 km, din centura de asteroizi. A fost descoperită pe 27 februarie 1998 la stazione osservativa di Asiago Cima Ekar⁠(d) de Andrea Boattini⁠(d). 
Obiectul prezintă o orbită caracterizată de o semiaxă mare de 2,2408983714366 UAi, o excentricitate de 0,11836047592611, o înclinație de 0,94014435079625 ° în raport cu ecliptica.